# Juchnowiec Kościelny (village)
Pour les articles homonymes, voir Juchnowiec Kościelny.
Juchnowiec Kościelny est un village de la voïvodie de Podlachie et du powiat de Białystok. Il est le siège de la gmina de Juchnowiec Kościelny et comptait 160 habitants en 2006.